# Daisy von Scherler Mayer
Pour les articles homonymes, voir Mayer.
Daisy von Scherler Mayer, née le 14 septembre 1966 à New York, est une réalisatrice, scénariste et productrice américaine.

## Filmographie

### Réalisatrice
- 1995 : Party Girl
- 1998 : Woo
- 1998 : Madeline
- 2002 : The Guru
- 2006 : Emily's Reasons Why Not (série télévisée) (1 épisode)
- 2006 : The Loop (série télévisée) (2 épisodes)
- 2007 : More of Me (téléfilm)
- 2008 : Aliens in America (série télévisée) (1 épisode)
- 2009 : Mad Men (série télévisée) (1 épisode)
- 2010 : Chuck (série télévisée) (1 épisode)
- 2011 : Nurse Jackie (série télévisée) (2 épisodes)
- 2012 : Frenemies (téléfilm)
- 2012 : Shameless (série télévisée) (1 épisode)
- 2012 : Jane by Design (série télévisée) (1 épisode)
- 2012 : Ben and Kate (série télévisée) (1 épisode)
- 2013 : Some Girl(s)
- 2013 : The Carrie Diaries (série télévisée) (2 épisodes)
- 2013-2014 : Twisted (série télévisée) (2 épisodes)
- 2014 : Orange Is the New Black (série télévisée) (1 épisode)
- 2013-2014 : Hit the Floor (série télévisée) (6 épisodes)
- 2014 : Mozart in the Jungle (série télévisée) (1 épisode)
- 2015 : Girlfriends' Guide to Divorce (série télévisée) (1 épisode)
- 2015 : About a Boy (série télévisée) (1 épisode)
- 2013-2015 : Full Circle (série télévisée) (3 épisodes)
- 2014-2015 : The Fosters (série télévisée) (2 épisodes)
- 2016 : Crazy Ex-Girlfriend (série télévisée) (1 épisode)
- 2014-2016 : House of Lies (série télévisée) (6 épisodes)
- 2016 : Ray Donovan (série télévisée) (1 épisode)
- 2014-2016 : Halt and Catch Fire (série télévisée) (3 épisodes)

### Scénariste
- 1995 : Party Girl
- 1996 : Party Girl (série télévisée) (4 épisodes)